# Víctor Muñoz
Víctor Muñoz Manrique (ur. 15 marca 1957 w Saragossie) – hiszpański piłkarz, który grał w latach osiemdziesiątych. Jego piłkarska kariera przebiegała w klubach: Real Saragossa, FC Barcelona, UC Sampdoria i St. Mirren F.C. Grał też w reprezentacji Hiszpanii. Występował na pozycji pomocnika.
W reprezentacji grał w latach 1981–1988. Wystąpił w 60 meczach reprezentacji, był powołany na MŚ w Hiszpanii w roku 1982, MŚ w Meksyku w roku 1986, na ME we Francji w roku 1984, i w Niemczech w roku 1988.
Piłkarską karierę skończył w 1991 roku. Od 2008 do 2009 roku pełnił funkcję pierwszego trenera Getafe CF. Wcześniej trenował także RCD Mallorca, CD Logroñés, UE Lleida, Villarreal CF, Real Saragossa, Panathinaikos AO, Recreativo Huelva, Neuchâtel Xamax i FC Sion.